# Carlo Brandani
Carlo Brandani detto Brutto (Taverne d'Arbia, 9 novembre 1811 – Siena, aprile 1888) è stato un fantino italiano, vincitore del Palio di Siena nel 1831.

## Carriera
Brutto fece parte di una vera e propria dinastia di fantini: era infatti fratello di Pietro Brandani detto Prete e Bernardino Brandani detto Giacco, tutti figli di Matteo Brandani detto Brandino; era inoltre cugino di Giovanni Brandani detto Pipistrello e di Agostino Brandani detto Brandino Minore, nonché nipote di Luigi Brandani detto Cicciolesso (padre di questi ultimi due).
Esordì in Piazza del Campo il 2 luglio 1828 nel Drago, cadendo però al canape. Cadde in agosto nella Lupa, e nel luglio 1830 nella Tartuca. Il 16 agosto 1831, alla sua sesta presenza al Palio di Siena, riuscì a centrare il successo nella Torre: scattato in testa, dominò la corsa sino alla fine, montando un baio dorato di proprietà di Giovanni Batazzi.
Brutto corse ancora fino al 1838, per un totale di 18 presenze in Piazza, senza mai riuscire a bissare la vittoria del 1831. Particolarità di questo Palio fu la presenza in contemporanea anche del padre Matteo, detto Brandino.